# كيث كوين (صحفي)
كيث كوين (بالإنجليزية: Keith Quinn)‏ هو صحفي نيوزلندي، ولد في 1 سبتمبر 1946.